# Зотов, Игорь Игоревич
Игорь Игоревич Зотов (род. 17 июля 1964) — советский гребец. Заслуженный мастер спорта СССР (1985).
Окончил Азербайджанский государственный институт физической культуры.
Начал заниматься греблей в 1976 году. Воспитанник клуба ВМФ. Золотой и серебряный призёр чемпионата мира среди юношей (1981, 1982).
Четырежды становился чемпионом СССР (1984, 1985, 1986, 1988). Победитель игр Дружба-84 и игр доброй воли 1986 года.
Чемпион мира 1985 года в Бельгии, где соревновался в четвёрке с рулевым в экипаже вместе такими гребцами как Кучинскас, Высотский, Романишин и Сасов.
Участник Олимпийских игр 1988 года в Сеуле. Завершил спортивную карьеру в 24 года.
Около 10 лет работал тренером в Китае. Одним из его воспитанников был Владимир Володенков. С 2010 года работал тренером студенческой команды СПбГУ по академической гребле. Является тренером школы высшего спортивного мастерства по водным видам спорта имени Ю. С. Тюкалова (Санкт-Петербург).
Сын — волейболист Юрий Зотов.